# Cañaveral (Spanyolország)
Cañaveral (extremadurai nyelven El Cañaveral) település Spanyolországban, Cáceres tartományban. Cañaveral Portezuelo, Pedroso de Acim, Holguera, Riolobos, Plasencia, Malpartida de Plasencia, Mirabel, Casas de Millán, Hinojal és Garrovillas de Alconétar községekkel határos. Lakosainak száma 1008 fő (2024).

## Népesség
A település népessége az elmúlt években az alábbi módon változott:
| Lakosok száma | 1403 | 1309 | 1309 | 1284 | 1248 | 1136 | 1043 | 1031 | 1024 | 1008 |
|               | 2001 | 2004 | 2006 | 2009 | 2011 | 2014 | 2016 | 2019 | 2021 | 2024 |